# Лавринович, Павел Иосифович
Павел Иосифович Лавринович (30 января 1908 года, Николаев — 24 июня 1974 года, Рига) — советский военный деятель, генерал-майор (1958).

## Начальная биография
Павел Иосифович Лавринович родился 30 января 1908 года в Николаеве.

## Военная служба

### Довоенное время
В ноябре 1930 года был призван в ряды РККА, после чего служил красноармейцем и командиром отделения в 238-м стрелковом полку (80-я стрелковая дивизия). В 1932 году сдал экзамен за военную пехотную школу, после чего служил в этом же полку на должностях командира взвода полковой школы, командира пулемётной роты, командира батареи ПТО и начальника штаба батальона.
В ноябре 1939 года был назначен на должность помощника начальника 1-го отделения по ПВО штаба 134-й стрелковой дивизии (Харьковский военный округ), а в январе 1940 года — на должность помощника начальника 1-го отделения оперативного отдела штаба 9-й армии, участвовавшей в боевых действиях в ходе советско-финской войны. В апреле 1940 года Лавринович был назначен на должность помощника начальника оперативного отдела штаба 25-го стрелкового корпуса.
В 1941 году окончил заочно два курса Военной академии имени М. В. Фрунзе.

### Великая Отечественная война
С началом войны находился на прежней должности.
В июле был назначен на должность помощника начальника оперативного отделения оперативного отдела штаба 18-й армии, ведшей оборонительные боевые действия в междуречье Прута и Днепра. В январе 1942 года был назначен начальником оперативного отделения оперативного отдела штаба армии, а в сентябре — на должность заместителя начальника штаба этой армии по военно-полевым укреплениям. Находясь на этих должностях, участвовал в ходе планирования операций во время боевых действий на Дону, Кубани и в предгорьях Кавказа.
В ноябре был назначен на должность начальника штаба 16-го стрелкового корпуса. С 22 декабря 1942 по 3 января 1943 года исполнял должность командира этого корпуса, который принимал участие в боевых действиях в ходе Краснодарской наступательной операции, а также в освобождении Краснодара.
В июле 1943 года был назначен на должность начальника штаба 383-й стрелковой дивизии, в июле 1944 года — на должность начальника штаба 242-й горнострелковой дивизии, которая принимала участие в боевых действиях в ходе Восточно-Карпатской и Карпатско-Ужгородской наступательных операций.
В феврале 1945 года был назначен на должность начальника штаба 11-го стрелкового корпуса, участвовавшего в ходе Западно-Карпатской, Моравско-Остравской и Пражской операций.

### Послевоенная карьера
После окончания войны находился на прежней должности.
В августе 1945 года Лавринович был назначен на должность начальника оперативного отдела оперативного управления штаба Львовского военного округа, а в сентябре 1946 года — на должность начальника оперативного отдела штаба 13-й армии. В декабре 1947 года был направлен на учёбу в Высшую военную академию имени К. Е. Ворошилова, после окончания которой в январе 1950 года был назначен на должность заместителя начальника оперативного управления штаба Прикарпатского военного округа.
С января 1953 года состоял в распоряжении Главного управления кадров, но в июне был назначен на должность начальника штаба 36-го гвардейского стрелкового корпуса, в июне 1956 года — на должность начальника войск ПВО Прибалтийского военного округа, а в ноябре 1958 года — на должность начальника войск ПВО — помощника командующего войсками Прибалтийского военного округа по ПВО.
В 1957 году окончил двухмесячные курсы начальников ПВО, а в июле 1959 года — Высшие академические курсы при Военно-артиллерийской командной академии. В феврале 1961 года был назначен на должность начальника войск ПВО Прибалтийского военного округа.
Генерал-майор Павел Иосифович Лавринович в октябре 1968 года вышел в запас. Умер 24 июня 1974 года в Риге.

## Награды
- Орден Ленина;
- Три ордена Красного Знамени;
- Орден Богдана Хмельницкого 2 степени;
- Орден Отечественной войны 1 степени;
- Орден Красной Звезды;
- Медали.